# Повилайтис, Стасис
Стаси́с Повила́йтис (15 января 1947, Каунас, Литовская ССР — 6 октября 2015, Паланга, Литва) — советский и литовский эстрадный певец, исполнитель популярных песен.

## Биография
В 1954—1961 годах учился в каунасской 4-й средней школе, посещал занятия в специализированной музыкальной школе, в которой брал уроки игры на скрипке и гобое, пел в детском хоре Каунасского радиофона. В 1961 году переехал в Палангу, где окончил восьмилетнюю школу.
Учился праву в вечерней школе. С единомышленниками был организатором молодёжного эстрадного ансамбля.
В 1962—1965 гг. работник Палангского строительного управления. В 1965—1969 гг. изучал журналистику в Вильнюсском университете.
Перед самым выпуском его заметил композитор Микас Вайткявичюс и позвал петь в ансамбле «Ritmas» («Ритм»), который выступал в ночном баре «Dainava».
В 1970 году становится солистом ансамбля «Нямуно жибуряй» (Nemuno žiburiai, Неманские светлячки) Литовской филармонии. С этим ансамблем певец исколесил весь Союз.
В 1973 приобретший славу солист Nemuno žiburiai присоединяется к ансамблю «Нерия» (Nerija) и вскоре получает большую популярность.
В 1976 один год выступал с ансамблем Микаса Сураучяса.
В 1984—1987 годах — артист Вильнюсского объединения эстрадных ансамблей и оркестров, участвовал в программе варьете в гостинице «Летува» Интуриста.
С 1987 года — эстрадный артист концертной ассоциации «Тон», представляет авторские программы, выступает в Литве и за рубежом.
Работа на телевидении: 2010 — председатель жюри музыкальной передачи «Šeimų dainos» на канале TV3.
После смерти кремирован, урна помещена на Палангском городском кладбище.

## Дискография
Сольные альбомы:
- 1974 — Dainuoja Stasys Povilaitis (LP)
- 1991 — Po dvidešimties metų (LP)
- 1993 — Sudeginti tiltai (MC)
- 1995 — Švieski man vėl (MC)
- 1995 — Pabūkim laimingi (MC)
- 1995 — Sveikas, daininke (CD)
- 1996 — Aidi, aidi (MC)
- 1996 — Sugrįžimas (MC)
- 1997 — Laimės vainikas (MC, CD)
- 1997 — Sena plokštelė (CD)
- 1998 — Nesakau (CD)
- 1999 — Sapnų šaly (CD)
- 2001 — Auksiniai praėjusio šimtmečio šlageriai (CD)
- 2002 — Kai uždainuoja (CD)
- 2002 — Prie mažo namelio (CD, вместе с группой Rebelheart)
- 2003 — Be problemų (MC, CD)
- 2004 — Dar po vieną… (CD, вместе с группой Rebelheart)
- 2006 — Geriau mylėt… (CD)
- 2012 — Nesukim sau galvos (CD)
- 2013 — Auksiniai praėjusio šimtmečio šlageriai (2×CD)

## Награды
- 1967 — лауреат конкурса республик Прибалтики  Liepojos gintaras
- 1968 — дипломант конкурса «Вильнюсская башня» (Vilniaus bokštai)
- 1970 — лауреат конкурса  «Польская песня» (Lenkų daina)
- 1991 — премия Антанаса Шабаняускаса
- 1993 — премия Naujosios komunikacijos mokyklos Gintarinės palmės, за формирование нации
- 1997 — премия  Bravo, за заслуги в музыке
- 1997 — Орден Великого князя Литовского Гядиминаса 5-й степени[5]
- 2007 — Премия Правительства Литвы в области культуры и искусства (Vyriausybės kultūros ir meno premija)[6]
- 2013 — медаль «За заслуги перед Вильнюсом и нацией» (Už nuopelnus Vilniui ir Tautai)[7]
- 2013 — награда ассоциации M.A.M.A., за заслуги в литовской музыке